# Jagged Alliance (серия игр)
Jagged Alliance (JA) — серия пошаговых тактических ролевых игр для PC.
Первая игра, Jagged Alliance, разработанная компанией Madlab Software и выпущенная в 1994 году компанией Sir-Tech Software, была положительно принята критиками, создала вокруг себя сообщество поклонников и обозначила классические черты тактических игр. В 2009 году с некоторыми упрощениями была портирована на игровую консоль Nintendo DS. 
В 1999 году вышло продолжение — Jagged Alliance 2, за которым последовало два официальных дополнения. Jagged Alliance 2 была портирована на Linux, Android и AmigaOS.
После 23 лет экспериментов разных студий и издательств 14 июля 2023 года состоится релиз полноценной Jagged Alliance 3, разработанной болгарской студией Haeminont Games в сотрудничестве с автором и руководителем разработки оригинальных Jagged Alliance и Jagged Alliance 2 Яном Карри.

## Сюжет
Сюжет игр разворачивается вокруг организации A.I.M., предоставляющей услуги наёмников в горячих точках по всему миру. Позднее (во время действия JA2) двое бывших солдат A.I.M. уходят из организации и создают собственную конкурирующую компанию — M.E.R.C.
A.I.M. насчитывает около 50 наемников, работающих на постоянной основе. Часть из них (например, Гас Тарболс, Тень, Иван Долвич) можно встретить в обеих играх, часть покинула организацию по разным причинам (смерть, отставка, выход на пенсию), которых заменили новые наёмники.
Неотъемлемой частью JA и JA2 является экономическая составляющая, денежный поток, идущий с добычи сырья на оплату работы наёмников и ополченцев. В дополнениях же акцент перенесён на тактические битвы, а не захват и контроль стратегически важных объектов.

## Игры серии
Серия насчитывает шесть игр, три официальных дополнения к ним и десяток неофициальных, из которых можно выделить Jagged Alliance 2: Wildfire.

### Jagged Alliance
Первая игра серии вышла в 1994 году для MS-DOS. На острове Митавира царит диктаторский режим, поддерживаемый средствами, поступающими от продажи сырья для уникального лекарства от рака. Источником этого сырья служит сок особых деревьев. Эти деревья появились спустя некоторое время после испытания ядерной бомбы в 1952 году и растут только на этом острове. Задачей игрока является освобождение острова от диктата и установление нового, более либерального режима.
Уже тогда игра обладала всеми ключевыми особенностями серии: пошаговый тактический режим с перехватом; стратегическая карта с ключевыми секторами и возможностью найма ополчения; наём солдат, обладающих собственными навыками. Вид в тактическом режиме представлен сверху.
В 2009 году вышел порт игры для Nintendo DS со слегка упрощённым, адаптированным под консоль геймплеем. В частности, на наёмниках почти не сказывается усталость, нет износа экипировки, аптечки восстанавливают очки «жизней». Графически игра выглядит практически так же, как и первая часть.

### Jagged Alliance: Deadly Games
Спустя год, в 1995, вышло дополнение Jagged Alliance: Deadly Games, в котором геймплей акцентировался на тактической составляющей. Экономическая и стратегическая составляющие были удалены. Игроку представлялись ряд связанных миссий, в которых необходимо выполнить определенные задания, подчас за ограниченное число ходов. Улучшенный AI противников и сложность уровней заставляют относиться к выбору наёмников более скрупулёзно, подбирая солдат с необходимой для каждой миссии специализацией.
В состав игры входили редактор карт и сценариев, благодаря которым пользователи могли создавать и распространять собственные миссии.

### Jagged Alliance 2
Спустя пять лет (30 июня 1999 года) после выхода JA Sir-Tech выпустила вторую часть, повествующую об освобождении Арулько от тирании королевы Дейдраны. Свергнутый правитель выходит на контакт с A.I.M. и нанимает её наёмников для организации сопротивления.
Игра претерпела ряд изменений в лучшую сторону. Основные улучшения коснулись, прежде всего, графики — тактический режим стал отображаться в изометрической проекции. Появилась возможность менять положение тела наёмника (положение стоя, сидя, лёжа), залезать на крыши, бегать и красться. Появилось автоматическое оружие, стреляющее очередями.
Теперь доход поступает от продажи драгоценных металлов, добываемых в пяти шахтах страны. Также появился транспорт, как наземный, так и воздушный. Появились новые стратегические объекты — аэропорты, больница, базы ПВО.
В сентябре 2001 года Tribsoft выпустила версию для Linux. Для запуска игры требуется Linux kernel 2.2.x, glibc 2.1.x, XFree86 3.3.5 или новее.
28 июня 2008 года Hans-Jörg Frieden выпустила версию для AmigaOS. Для запуска игры требуется AmigaOS 4.0 и libSDL. 
19 сентября 2011 увидел свет неофициальный порт Jagged Alliance 2 на Android. Разработчик Omnigraphical рекомендует запускать на Android 2.2 или выше.

#### Jagged Alliance 2: Wildfire 5/6
Jagged Alliance 2: Wildfire версии 5 является неофициальной/полуофициальной глобальной модификацией игры, (изначально созданной фанами игры, впоследствии, в 2004 году, признанной официально новыми владельцами прав на JA2) с переработанными картами, изменёнными характеристиками многих видов оружия, изменённой экономической моделью.
Jagged Alliance 2: Wildfire 6 (часто просто Jagged Alliance 2: Wildfire) — полуофициальная модификация, созданная теми же разработчиками, выпустившими Wildfire 5, но по заказу другого издателя.
Игра прежде всего отличается измененными наемниками и полностью переработанными картами. Играть в Wildfire значительно сложнее, чем в оригинальный JA2, и требует прохождения игры в другом стиле, за счёт чего он может представлять некоторый интерес для поклонников игры и жанра тактики.
Карты из Wildfire 6 были адаптированы для Jagged Alliance 2 v1.13. Для их применения сам Wildfire не требуется.

#### Jagged Alliance 2 v1.13
Jagged Alliance 2 v1.13 является крупным неофициальным патчем, который ставится на стандартную версию Jagged Alliance 2 / Gold, что стало возможно благодаря открытию исходных кодов владельцем.
Есть возможность детального отключения опций, вплоть до частичного приведения в соответствие геймплея и баланса модификации 1.13 и официальной версии 1.12.

### Jagged Alliance 2: Unfinished Business (Jagged Alliance 2.5)
Дополнение к Jagged Alliance 2 выпущенный компанией Sir-Tech в 2000 году. Также известно под неофициальным названием Jagged Alliance 2.5. Отряд наёмников под руководством игрока проникает в страну северного соседа Арулько — Тракону — с целью уничтожения ракетной базы, угрожающей безопасности первой.
Отличие от оригинальной игры в том, что здесь происходит не полноценная война, а лишь вылазка (как и сказано в брифинге). Всю игру можно пройти за 1,5—2 дня игрового времени, используя лишь первоначальный отряд наемников, боевые действия отличаются скоротечностью и напряжённостью — на высшем уровне сложности уже в первой схватке игроку с максимум 6 наёмниками противостоит около полутора десятков врагов (правда на низшем уровне сложности — всего 2—4 врага), а ракетная база охраняется почти исключительно спецназовцами — у игрока нет постоянного источника дохода. Впечатление, что игра задумывалась как дополнение, усиливается следующей необычной возможностью: перед началом игры можно импортировать характеристики наёмников из имеющейся сохранённой игры Jagged Alliance 2, получив таким образом под своё начало уже «раскачанных» бойцов. В игре также добавлено несколько новых видов оружия.

### Джаз: Работа по найму (ранее известная как Jagged Alliance 3D)
Компания Strategy First заказала разработку игры «Jagged Alliance 3D» российской студии MiST Land South. Игра «Jagged Alliance 3D» задумывалась как трехмерная Jagged Alliance 2. Однако в сентябре 2006 году, когда игра была почти готова, ударила молния: Strategy First отозвала у российской компании права на разработку, издание и дистрибуцию «Jagged Alliance 3D». Тогда разработчик принял решение о выпуске игры под другим название «Джаз: Работа по найму» (англ.название Hired Guns: The Jagged Edge). Релиз игры в России состоялся 19 октября 2007 года.

### Jagged Alliance: Back in Action
В марте 2010 года все права (кроме social network rights) были проданы правообладателем Strategy First немецкой компании bitComposer Games. Релиз игры «Jagged Alliance: Back in Action» состоялся 9 февраля 2012 года. Первоначально носила название «Jagged Alliance 3». Игра разочаровала многих поклонников, так как сражения происходят не в пошаговом режиме, а в реальном с возможностью нажать паузу.

### Jagged Alliance: Crossfire
24 августа 2012 года компания bitComposer Games выпустила первое дополнение к игре Jagged Alliance: Back in Action.
Jagged Alliance: Crossfire добавляет новых наемников, новые виды оружия, новые задания и диалоги.

### Jagged Alliance: Flashback
| Русскоязычные издания | Русскоязычные издания |
| Издание               | Оценка                |
| --------------------- | --------------------- |
| Riot Pixels           | 45 %                  |

В апреле 2013 датская студия Full Control анонсировала новую игру франшизы Jagged Alliance под названием Jagged Alliance: Flashback. Разработчики говорят, что Jagged Alliance: Flashback должна вернуть серию к её истокам. Действие игры развернется в период Холодной войны на острове Сан-Кристобаль, расположенном в бассейне Карибского моря. Игрокам обещают возвращение пошаговых тактических сражений из первых частей франшизы, а также много нового оружия и экипировки. Разработчики решили обратиться за помощью к поклонникам и объявили о начале Kickstarter кампании по сбору средств для игры.15 мая 2014 года Jagged Alliance: Flashback появилась в раннем доступе в Steam по цене 799 рублей. Игра вышла 21 октября 2014 и была разгромлена как критиками, так и игроками.

### Jagged Alliance: Rage
Немецкий издатель HandyGames и разработчик Cliffhanger Productions работают над новой частью игры. Дата релиза планировалась на 27 сентября 2018 года. С небольшой задержкой игра вышла 6 декабря 2018 года. Игра доступна в Steam для России по цене 599 рублей. Многие игроки отмечают сходство игры с Jagged Alliance Online: Reloaded 2015 года того же разработчика. Как и Flashback, была крайне холодна принята.

### Jagged Alliance Online
Jagged Alliance Online — это новая тактическая браузерная игра 2012 года от разработчика Gamigo и bitComposer Games (http://jaggedalliance.gamigo.com/en/ Архивная копия от 12 февраля 2015 на Wayback Machine). Сражения идут в пошаговом режиме, действие происходит в мире полном жестоких наемников. Игрок собирает команду наемников и отправляется выполнять различные миссии. За миссии будут даваться вознаграждения, потратить которые можно на новое оружие и усовершенствования. У игрока будет собственная база, на которой размещены полевой госпиталь, мастерская, магазин и склад. 28 марта 2013 года компания Gamigo анонсировала Jagged Alliance Online 2.0. Утверждается, что все изменения и улучшения в Jagged Alliance Online вносились только по отзывам пользователей и значительно улучшили геймплей. С июля 2013 года Jagged Alliance Online 2.0 доступна для загрузки в Steam. В России с 8 апреля 2013 игру издает и переводит компания Акелла (сайт русской версии jaol.ru). 1 августа 2014 года игровой сайт jaol.ru прекратил свою работу.

### Jagged Alliance Online: Reloaded
В 2014 году все права на игру Jagged Alliance Online получает компания Cliffhanger Productions.
Через год, 8 сентября 2015 года, компания выпускает новую переработанную Jagged Alliance Online: Reloaded. Изменения баланса, экипировки и новые карты. 30 ноября 2018 года игра была закрыта и игровые сервера отключены.

### Jagged Alliance 3
14 июля 2023 года состоялся релиз компьютерной игры Jagged Alliance 3, разработанной студией Haemimont Games. Сценаристом выступил Иэн Карри, участвовавший в создании двух частей JA. Место действия — вымышленная страна Гран-Шьен, в которой после похищения президента страна была захвачена военной группировкой «Легион» под руководством таинственного Майора.